# (33609) Harishpalani
1999 JO59 (asteroide 33609) é um asteroide da cintura principal. Possui uma excentricidade de 0.06206750 e uma inclinação de 6.53395º.
Este asteroide foi descoberto no dia 10 de maio de 1999 por LINEAR em Socorro.